# トキエア
トキエア株式会社は、新潟県新潟市に本社を置く地域航空会社。新潟空港を拠点とする初の航空会社であり、同空港より札幌/丘珠、仙台、名古屋/中部および神戸に就航している。大手航空会社や外資系航空会社の傘下にない独立系の航空会社である。
ビジネスモデルとしてはローコストキャリア (LCC) に該当するが、同社ではLCCとは称しておらず、低運賃で高品質なサービスを提供する「ハイブリッド航空」を目指している。
航空会社コードは、ICAO 3レターコードが「TOKI」の頭3文字を取った「TOK」、IATA 2レターコードは「ブラボー」を意味する「BV」。

## 歴史
2020年7月29日、東京都千代田区霞が関において会社設立。翌年2月18日に本社を千代田区から、拠点地である新潟市中央区万代島に移転、2023年2月には拠点空港となる新潟空港ターミナルビルに移転した。2021年8月時点では準備を進めながら社員の採用も開始していた。2021年12月1日に公式サイトを公開した。早ければ2022年度（令和4年度）に運航を開始する予定であった。
運航開始に必要な資金は当初30億円と試算していたものの、円安や燃料費の高騰などのため45億5000万円まで増加したが、大光銀行や商工中金などの金融機関や、福田組・エコー金属など新潟を地盤とする企業からの出資に加え、新潟県からも11億6000万円の融資を受けるなどして調達した。県の融資に対する償還期間は7年で最初の2年は返済を据え置き、残る5年で年2億3千万円ずつを返済する計画。利息分の支払いは2023年から始まったが、トキエアから返済猶予の申し入れはなく、県は就航遅れによる返済への影響はないとしている。さらに2023年5月には、新型コロナウイルス感染症対策のための貸付制度を利用して日本政策金融公庫から7億円の融資を受けた。
2023年3月31日、国土交通省東京航空局より航空運送事業許可を取得、1路線目として新潟 - 札幌（丘珠）路線に就航することとなった。この時点では同年6月30日より運航開始の予定であったが、その後、乗務員の習熟などに時間を要し、一度は8月10日に延期と発表された後で、台風の影響による試験飛行の遅れのため8月下旬に再延期となり、さらに整備体制の見直しによって2024年1月31日に再々延期となった。2024年3月31日までは月曜・金曜・土曜・日曜の週4日運航となることがあらかじめ発表されており、本来の運航日ではない水曜日の1月31日に就航に漕ぎつけた。独立系航空会社が国内線に新規参入するのは14年ぶりとなった。新潟県は同年の県議会2月定例会で、トキエアに対し「未来創造産業立地促進補助金」を活用した3億162万円の補助金を交付する補正予算を追加提案し、路線拡充など事業拡大を後押しすることとした。
2024年4月26日、2路線目として新潟 - 仙台路線に。5月6日には、累計搭乗者数が1万人に達した、同年9月27日には3路線目として新潟 - 名古屋（中部）路線に就航した。さらに2025年3月30日には4路線目として新潟 - 神戸路線に就航した一方、新潟 - 仙台路線については同日より運休となった。
このほか、新潟から東京（成田）、佐渡から東京（成田）を結ぶ計画である。佐渡路線開設が実現した場合、2014年（平成26年）に新日本航空が撤退して以来の同路線就航となる。
2025年6月、エンターテインメント事業を手掛ける株式会社LANDの社長である和田直希がトキエアの代表取締役として就任し、創業者で代表取締役社長の長谷川政樹と並ぶ共同代表となった。和田は2023年に新潟県三条市で開催した野外音楽フェス「燕三条ジャパンフェス」で長谷川と知り合い、長谷川から共同代表の提案に至ったものであった。また、LANDはトキエアの株式のうち30％強を取得し筆頭株主となった。

## 就航路線

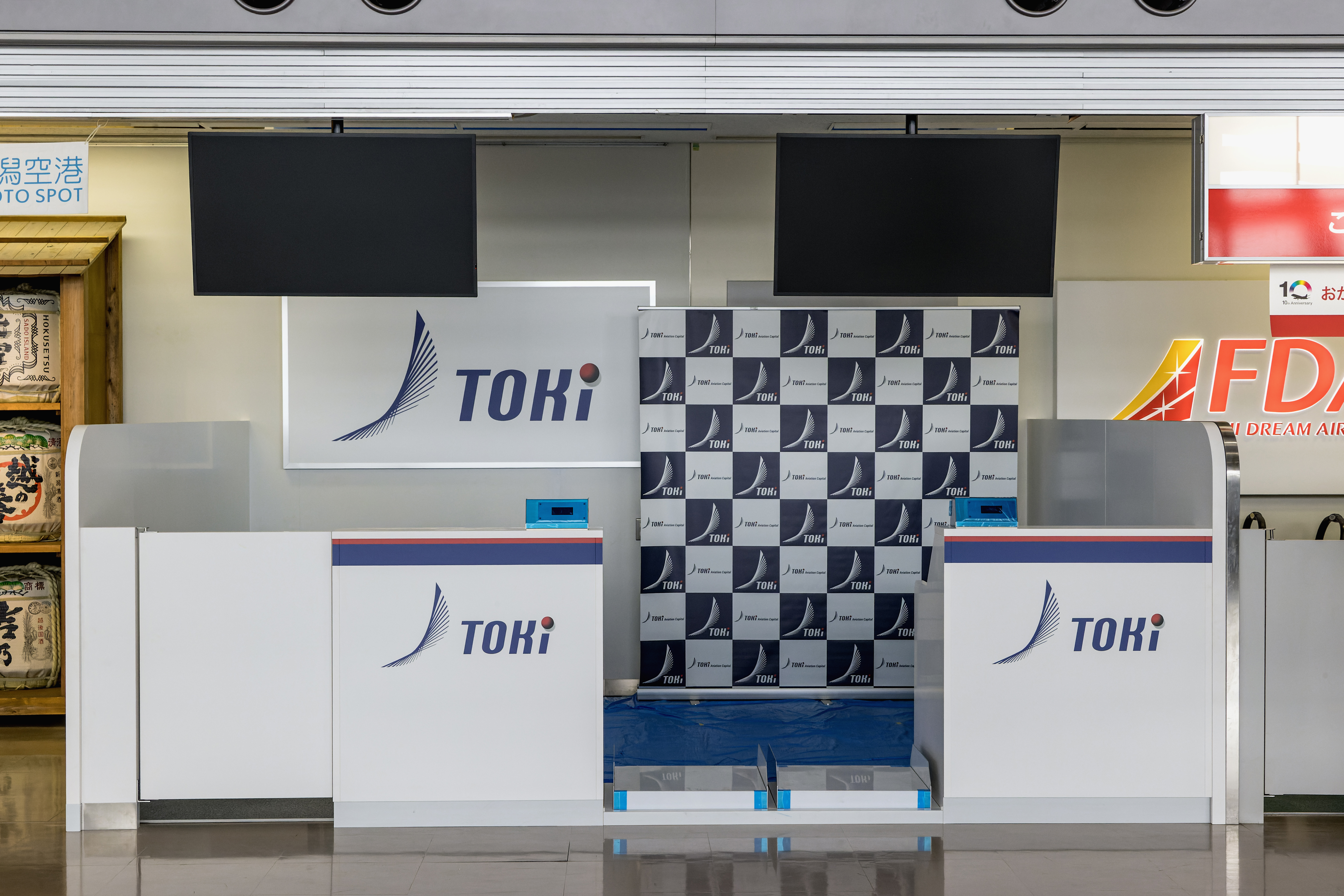
新潟空港に設置されているチェックインカウンター

2025年3月末時点の就航路線は以下の通り。
新潟 - 札幌（丘珠）
就航当初は月曜・金曜・土曜・日曜の週4日運航だったが、2024年4月3日より水曜が追加され週5日、同年7月12日より毎日運航となった。
新潟 - 名古屋（中部）
月曜・金曜・土曜・日曜の週4日運航。
新潟 - 神戸
月曜・金曜・土曜・日曜の週4日運航。
2023年2月に、拠点となる新潟空港に専用カウンターを設置。新潟空港における航空機誘導やチェックイン手続きなどの地上業務は日本航空に委託される。

### 運休中路線
新潟 - 仙台
就航当初は月曜・水曜・金曜・土曜・日曜の週5日運航、2024年7月12日より毎日運航となったが、2025年1月28日から月曜・金曜・土曜・日曜の週4日運航となり、搭乗率の低迷により2025年3月30日以降運休となった。ただし、2025年7月26日 - 8月31日の期間は運航する。

### 就航予定路線
2024年12月時点で、以下の路線への定期便就航を予定・計画している。
- 新潟 - 成田[28]
- 佐渡 - 成田[28]
- 佐渡 - 新潟[41]

このうち、新潟 - 成田と佐渡 - 成田の各路線については、2025年3月 - 10月の夏ダイヤ期間で発着枠の確保を目指しており、2025年7月2日より佐渡就航に向けた乗員のシミュレーター訓練も始まっているが、後述する佐渡空港滑走路長の問題などのため、就航時期は未定となっている。

## 運賃
4種の運賃区分が設定されている。
- トキビズ：空席変動型（残席数に応じて価格が変動）で、当日購入可能。予約変更可能。小児運賃あり。
- トキトク：空席変動型で、出発時刻の72時間前まで購入可能。予約変更不可。小児運賃あり。
- トキユニ：搭乗日の3日前から購入可能。12歳から25歳が利用可能。予約変更不可、便限定。
- 障がい者割引運賃：身体障がい者とその同行者1名が利用可能。

## 機材
整備は、台湾・台南の亜洲航空に委託されているが、冬期機体保管を那覇のMROジャパン、耐空検査整備を鹿児島で行っている。
| 機体形式                 | 機体記号 | 画像 | 製造番号 | 受領年月      | 旅客定員 | 備考                                                 |
| ------------------------ | -------- | ---- | -------- | ------------- | -------- | ---------------------------------------------------- |
| ATR 72-600 (ATR 72-212A) | JA01QQ   |      | 1565     | 2022年10月    | 72席     | ナミックス株式会社からのリース                       |
| ATR 72-600 (ATR 72-212A) | JA02QQ   |      | 1620     | 2023年1月     | 44/72席  | ノルディック・アビエーション・キャピタルからのリース |
| ATR 42-600               | JA03QQ   |      | 1618     | 2024年12月2日 | 46席     | ナミックス株式会社からのリース                       |

### 運用機材

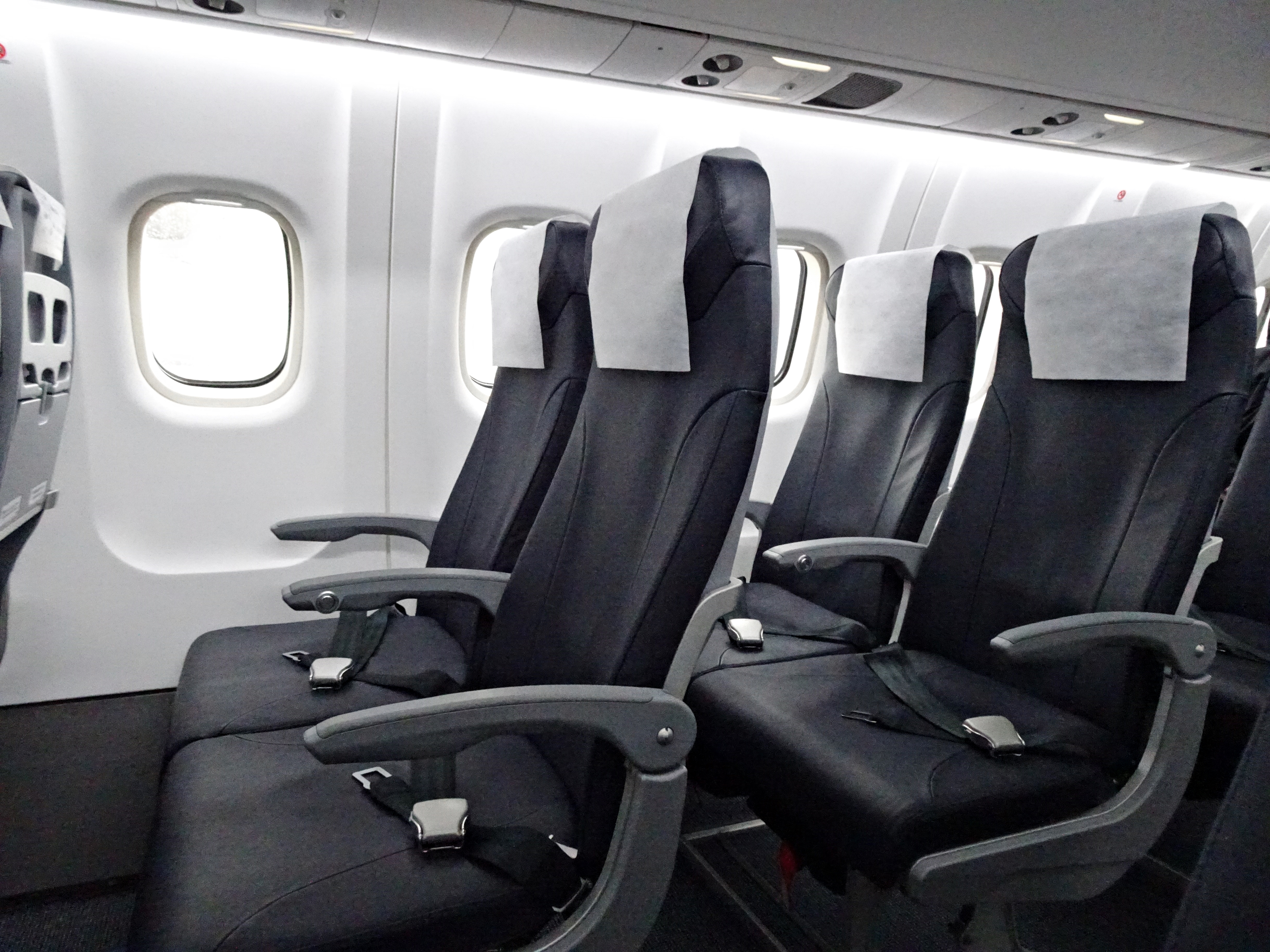
JA02QQの座席

- ATR 72-600（72人乗り）：2機

2021年9月29日にノルディック・アビエーション・コントラクターと旅客、貨物需要変動に対応可能なカーゴフレックスオプションでリース契約を締結した。製造番号1565と1620の機体で、機体記号はそれぞれJA01QQ、JA02QQである。機体記号の「QQ」はトキの顔をモチーフにしている。シートピッチはLCCの単通路機で主流の29インチ（約74センチメートル）である。
1号機のJA01QQはATR社で整備後に2022年10月10日にトキエアに納入され、同年11月5日に新潟空港へ到着した。
2号機のJA02QQは日本初となるカーゴフレックス対応型で、最大旅客定員72席を44席に減らし、貨物搭載量を1,400キログラム増加可能で、客室仕様変更は3 - 4時間で行うことができ、一晩で対応可能。2023年1月18日に那覇空港に到着後、同空港での駐機を経て3月17日に新潟空港に到着。4月9日より、丘珠空港との間で路線訓練飛行に投入された。
2024年1月31日の初就航にはJA01QQが使用され、JA02QQの初運航は同年3月1日の新潟発丘珠行きBV101便であった。
- ATR 42-600（46人乗り）：1機、導入予定3機

先行して導入されたATR 72-600とは部品の90%を共用しており、操縦資格も共通である。シートピッチは前方12席が日本国外のフルサービス航空会社で一般的な32インチ（約81センチメートル）、そのほかの座席が29インチとなっている。
1機目のJA03QQは2024年12月にATR社より受領、同月7日に那覇空港到着後、整備、登録手続きなどを経て、2025年4月2日に新潟に到着。当初はチャーターおよび予備機として運用され、4月19日の新潟発中部行きBV401便で営業運航に初投入されたほか、5月6日にはトキエア初のチャーター運航として新潟や佐渡上空の遊覧飛行に使用された。

### 導入予定機材
- ES-30（30人乗り）：導入検討中[69]

スウェーデンのハート・エアロスペースが開発中の4発プロペラ電動ハイブリッド航空機。50席のターボプロップ機と比較してCO2の排出を50%削減可能。リチウム電池による完全電動の場合の航続距離は200キロメートル、電動と燃料のハイブリッド運航では400キロメートルとなり、乗客が25人以下であれば800キロメートルを飛行可能。充電は30 - 50分で完了する。トキエアは2022年9月にハート・エアロスペースと提携しており、2023年4月に当機材の導入を検討と発表。

### 導入が検討されていた機材
- ATR 42-600S（48人乗り）

42-600をベースに短距離離着陸 (STOL) 性能を高めた派生型として開発が進められていた機材。通常の42-600は800メートルの滑走路で離着陸する際には定員48名を22名まで減らす必要があるが、42-600Sは満席の状態で離着陸可能と謳われていた。2021年11月16日、ドバイ航空ショーで発注意向書 (Letter of Intent) を締結し、滑走路長890メートルの佐渡空港に42-600Sで就航を協議検討することを発表した。2022年12月に42-600Sを用いて佐渡などに就航する計画が示されていたが、ATR社における開発の遅延に伴って就航が延期され、2021年1月時点では、2023年12月の就航見込みとされていた。
2021年9月13日、新型コロナウイルス感染症の流行によるロックダウンの影響でさらに42-600Sの開発が遅れ、納入が2025年初頭へ再延期されることがATR社より発表された。これを受けて、トキエアは新潟県・ATR社と協議し、佐渡空港の発着に通常の42-600を使用することを検討した。ATR 42-600は定員で離着陸するには1,050メートルの滑走路が必要であり、890メートルの佐渡空港では延伸工事が必要となるが、着陸帯を使用することで1,010メートルの長さが確保でき、対応できる可能性がある。もし1,010メートルの長さが確保できれば、すでに国内で42-600を運航している天草エアラインの本拠地である天草飛行場（1,000メートル）と同等になる。しかし、滑走路が900メートル以上の飛行場では航空法の基準が変わり、空港周辺の立木除去が必要になるといった別の課題もある。このように、短距離離着陸対応機の納入を待たずに就航を急いだのは、佐渡金山が2023年に世界遺産に登録されることが見込まれていたため、それに間に合わせる意図があった。
2023年1月に新潟県が公表した資料によると、導入予定のATR 42の1機目は通常の42-600、2機目はSTOL対応の42-600Sで、プレミアム・エコノミー12席（シートピッチ32インチ）とエコノミー34席（同29インチ）、計46席の2クラスで運用する計画となっていたが、2024年11月14日にATR社から42-600Sの開発中止が発表された。

## サービス
就航前から、各種グッズのオンライン販売、NFT、Discordを活用した「CLUB TOKI」の運営を開始している。

## トラブル
2024年12月15日、JA01QQが新潟発中部行きBV401便として運航後に燃料系統の不具合が発生、さらにJA02QQも同日に中部から新潟へ運航中に被雷し、2機とも運航できない状況となったため、翌16日から18日まで全便欠航となった。また、全便欠航に関してトキエアから公式発表がされたのは同月19日になってからであった。その後2025年1月6日、JA01QQが中部発新潟行きBV404便として運航後に主翼の除氷装置に不具合が発生し、部品交換が必要となったが、被雷したJA02QQの整備が完了していなかったため、翌7日から14日まで再度全便欠航となった。JA02QQの整備が完了して全便通常運航に戻ったのは1月21日であった。

## TOKI Aviation Capital
トキエア株式会社を設立したTOKI Aviation Capital株式会社（トキAC）は、以下の内容を事業として掲げている。
1. LCC地域ネットワーク航空の設立、運営サポート
2. 航空人材の派遣及び紹介
3. 航空関連マニュアル等の提供
4. 空港を中心とした地域活性化の推進
5. 地域間の連携を促進
6. 国土交通省、防衛省、地方自治体との協力

### 不祥事
2024年8月20日、トキACが2022年度から2023年度にかけて国の補助金を不適切に受給していた疑いがあるとNST新潟総合テレビが報じた。報道によると、トキACは、有人国境離島法に基づいて内閣府が実施する雇用機会拡充事業（領海保全などを目的に離島の振興を図るもの）の補助金対象事業者に選ばれ、佐渡市内に事務所を設置して3名を雇用していた。トキACはこの人件費と事務所の家賃、広告宣伝費として2022年度に約630万円、2023年度に150万円の補助金を受給していたが、雇用されていた3名のうち少なくとも2名については、佐渡市内のホテルを居住地として届け出ていたものの、実際には佐渡市内での勤務実績はほとんどなく、居住実態は関東圏にあったと関係者が証言している。これに対し、トキエア側は「佐渡市側から『市内に住む必要はない』と説明を受けた」「法令に基づいて対処している」とコメントし、不正を否定したものの、内閣府は要件を満たさない不適切な受給であったと判断し、交付決定を取り消し返還するよう請求、トキACはこれを受けて受給した補助金全額を佐渡市に返還した。なお、佐渡市内における事業が申請された計画通りに進まなかったため、トキACは2024年度の補助金対象事業者からは除外されている。